# Паметник на Бузлуджа
Паметникът на Бузлуджа (официално име Дом паметник на БКП) е популярното име на най-големия идеологически монумент на комунистическия режим в България. Обектът е включен в Национален парк-музей „Шипка-Бузлуджа“, който е обявен за исторически и архитектурен резерват (ДВ, бр. 97, 1978).
Издигнат е през 1981 г. на връх Хаджи Димитър, повече известен със старото си име връх Бузлуджа (до 1942 г.), в чест на Бузлуджанския конгрес, проведен на същото място през 1891 г. На конгреса е учредена Българската социалдемократическа партия, за чийто наследнички се считат БКП и нейната приемничка БСП. Връх Бузлуджа и Паметникът са светиня за българските комунисти до 1989 г.
Монументът на връх Хаджи Димитър се изгражда близо до местността Вътро поле (Узана), считана за географския център на страната. В петолъчката на върха на пилона са монтирани осветителни тела с мощност 150 kW, като по проект светлината от тях може да се види от румънския бряг на река Дунав, а през нощта и в ясно време – от брега на Бяло море в Беломорска Тракия.
До паметника са прекарани асфалтови пътища от връх Шипка и от главния път Стара Загора – Русе в отсечката след Казанлък. Край отбивката за паметника е издигнат висок паметник в цял ръст на Димитър Благоев.

## Изграждане
Решение за изграждане на Дом паметника на БКП се взима от Секретариата на ЦК на БКП на 11 март 1971 г. Строежът му започва през 1974 г. и се финансира с дарения на стойност 14 186 000 лв.
В строежа участват тогавашните Строителни войски и доброволци-бригадири, организирани от ДКМС. Ръководител на грандиозния обект е командирът на старозагорската строителна дивизия генерал Делчо Делчев. На строежа са монтирани през 1975 г. два крана (един за пилона от фирма „Либхер“ и един за основната сграда с дължина на стрелата 40 m).
Паметникът е открит на 23 август 1981 г. лично от партийния и държавен лидер Тодор Живков.

## Архитектура
Архитектурата на паметника е описвана като жертвен поднос и колона, символизиращи разгърнат флаг и венец в чест на Българската комунистическа партия.
Архитектурният проект е дело на колектив, ръководен от арх. Георги Стоилов. Конструкциите са проектирани от колектив, ръководен от проф. инж. Добромир Коларов. Сградата има визуална прилика с Олимпийския стадион в Монреал, както и със сграда, проектирана около 1955 г. от Франк Лойд Райт за Гръцката православна църква в щата Уисконсин, САЩ.
Дом паметникът се състои от куполна сграда и 70-метров двоен пилон. На върха на пилона от широките му страни са монтирани 2 неправилни петолъчки (външно изглеждащи като обща петолъчка) с размери 6,5 × 12 m. Тържествената зала в сградата е с диаметър 42 m и височина 14,5 m и е декорирана с мозайки с обща площ от 550 m². Мозайките пресъздават борбите на БКП и изграждането на социалистическо общество. Залата е опасана от коридор, по който има 14 композиции, отразяващи мирния труд.

## Оформление
Художественото оформление на Дом паметника отнема 18 месеца и в него взимат участие над 60 творци. По-значителни произведения на монументалното и декоративно изкуство:
- „Знамена“ – композиция от екстериорни пластични тела, гранит, бронз, размери 35 × 12 m, автори Димитър Бойков и Михаил Бенчев, включително
  - „Фигура на вечно изгарящия в борбата“ – бронз, размери 2,5 × 3 m
- „Победата“ – интериор, бронзов релеф, преддверие, автор Величко Минеков
- „Раждането на Партията“ – интериор, пластична стена с релеф, врачански варовик и бронз, размери 15 × 6 m, автор Валентин Старчев
- „Борбите и победата на Партията“ – интериор, стена по контура на кръглата централна Тържествена (ритуална) зала, диаметър 42 m, мозайка, смалт и злато, размери около 131 × 5 m, автори Христо Стефанов и Йоан Левиев
- „Пролетарии от всички страни, съединявайте се!“ – интериор, кръгло пано в центъра на тавана на Тържествена (ритуална) зала, диаметър 9 m, автори Владислав Паскалев и Кънчо Кънев
- „Девети септември 1944“ – интериор, стена с мозайка, размери 13,5 × 3,5 m, автор Иван Кирков
- „Българо-съветската дружба“ – интериор, стена с мозайка, размери 8 × 3 m, автор Тома Върбанов
- „V конгрес на БКП“ – интериор, стена с мозайка, размери 10 × 3 m, автор Александър Терзиев
- „Социалистическото преустройство на селското стопанство“ – интериор, стена с мозайка, размери 8 × 3 m, автор Георги Трифонов
- „Грижата за подрастващите“ – интериор, стена с мозайка, размери 7 × 3 m, автор Иван Стоилов – Бункера
- „Жената в социалистическото общество“ – интериор, стена с мозайка, размери 8 × 3 m, автор Иван Б. Иванов
- „Международната работническа солидарност“ – интериор, стена с мозайка, размери 7,5 × 3,1 m, автор Григор Спиридонов
- „Априлски възход“ – интериор, стена с мозайка, размери 8 × 3 m, автор Димитър Киров
- „Х конгрес на БКП“ – интериор, стена с мозайка, размери 7 × 3 m, автор Стоимен Стоилов

В дома има 3 стълбища, които са украсени с композиции от бяло кристално стъкло, изработени от чешкия скулптор Станислав Либенски.

## Събор на БСП
Всяка година в първата неделя на август (с редки изключения в края на юли) Българската социалистическа партия организира в местността Историческа поляна партиен събор, на който присъстват нейни симпатизанти. Празненствата включват младежка дискотека вечерта преди официалните тържества, официален митинг на социалистите с празнична програма на следващия ден. Митингът винаги започва с изпълнение на Химна на Република България и „Интернационалът“.

## Съвременно състояние
След политическите промени в България от 10 ноември 1989 г. състоянието на паметника се влошава драстично. През 1992 г. паметникът е одържавен по Закона за одържавяването на имуществото на БКП и е запечатан. По време на правителството на Иван Костов е премахната охраната на монумента, с което е оставан на окончателно разграбване. Преди това крадци започват да свалят ценни материали и метали. Изчезват всички ценни вещи, включително и масивният меден покрив, за което не се изключва и участие на членове на правителството. Въпреки затварянето му злосторници често влизат в дома и го повреждат. Сградата започва да се руши, чупят се стъкла, изкъртват се мозайки, орнаменти и други елементи от конструкцията на паметника. Унищожени са мозаечните портрети на Тодор Живков и дъщеря му Людмила Живкова. Огромната петолъчка е обстрелвана с огнестрелно оръжие с цел грабеж на рубините, от които е смятано, че е изградена.
Въпреки всичко паметникът попада в класацията „Най-красивите изоставени места в света“ под номер 25, а през 2013 г. сходна класация му отрежда челното място.

## Прехвърляне на БСП
По решение на правителството от 30 септември 2011 г. комплексът е прехвърлен безвъзмездно на Българската социалистическа партия. Промени в Закона за държавната собственост, влезли в сила през февруари 2017 г., правят невъзможно прилагането на решението от 2011 г.
Проект за отмяна на решение № 731 на МС от 2011 г. е в дневния ред на заседанието на 26 април 2017 г. на служебното правителство на Огнян Герджиков; според проекта паметникът на Бузлуджа и други имоти в частна държавна собственост, използвани от БСП, преминават отново във владение на държавата. Въпросът за обсъждане обаче е оттеглен от служебния регионален министър Спас Попниколов.
В писмо до следващия премиер Бойко Борисов от 18 юни 2017 г. лидерката на социалистите Корнелия Нинова пише, че партията има готовност да започне процедура за сключване на договор за безвъзмездно прехвърляне на обекта от държавата. БСП обаче не може да получи Паметника на Бузлуджа безплатно, защото безвъзмездното прехвърляне на държавна собственост е забранено. Затова на 12 юли 2017 г. правителството отхвърля искането на БСП да получи безвъзмездно право на ползване на паметника.

## Галерия
- Сърп и чук, символите на комунизма
- Коридорът около ритуалната зала
- Полуразрушените образи на Енгелс, Маркс, Ленин
- Ремонтни дейности (ноември 2011 г.)
- Ремонтни дейности (ноември 2011 г.)
- Туристи на входа на паметника